# Ivana Engleska, kraljica Sicilije
Ivana Engleska (eng. Joanna, Joan) (1165. – 4. rujna 1199.) je bila kraljica Sicilije. Bila je rođena kao engleska princeza te je imala buran život. Bila je i grofica Toulousea.

## Biografija

### Podrijetlo
Ivana je rođena u listopadu 1165. u dvorcu Château d'Angers. Njezini su roditelji bili engleski kralj Henrik II. i kraljica Eleonora Akvitanska. Bila je sestra trojice kraljeva i jedne kraljice. Preko majke je imala dvije polusestre. Bila je plavokosa i svijetle puti.

### Prvi brak
1176. Vilim II. od Sicilije zatražio je da mu se Ivana da za ženu. Ivana je poslana na Siciliju, a pratili su ju biskup Ivan i polustric Hamelin de Warenne.
13. veljače 1177. Vilim i Ivana su se vjenčali. Bila je okrunjena za kraljicu Sicilije. Rodila je sina Boamunda, koji je uskoro umro. Novi kralj Sicilije, Tankred iz Leccea, zatočio je Ivanu.

### Oslobođenje
Ivanin brat Rikard, kojemu je ona bila najdraža sestra, došao je u Italiju 1190. i zatražio da se oslobodi. Tankred nije odmah popustio. Rikard je svoju sestru i buduću suprugu Berengariju stavio na brod. Dvije su žene postale dobre prijateljice. Njihov je brod zbog oluje bio odbačen do Cipra gdje ih je dočekao vladar otoka Izak Komnen. Rikard je došao spasiti dvije princeze i uspio je.

### Planovi za brakove
Rikard je htio da Ivana postane supruga Al-Adila I., Saladinovog brata. Ivana se nije htjela udati za muslimana, pa je plan propao.
Kralj Filip II., vladar Francuske, htio je oženiti Ivanu, ali je ona odbila. Vjeruje se da je to bilo tako zbog toga što se Ivani gadila pomisao da se uda za nekoga čiji je otac bio oženjen njezinom majkom.

### Drugi brak
1196. Ivana se udala po drugi put, za grofa Raymonda VI. te je tako postala grofica Toulousea. Za razliku od njezina prvog muža, ovaj ju nije toliko volio, te ga se počela bojati. Rodila mu je nekoliko djece:
- Raymond VII.
- Marija

1199. Ivana je bila trudna i pobjegla je k svojoj majci, koja joj je pružila utjehu i zaštitu.

### Smrt
Ivana je zatražila da uđe u opatiju Fontevraud. Smilovali su joj se i pustili ju. Rodila je sina i umrla. Stavili su joj veo da izgleda poput časne sestre. Njezin je sin nazvan Rikard po njezinu omiljenu bratu te je kršten, pa je umro.